# Symfonie nr. 39 (Hovhaness)
Alan Hovhaness voltooide Symfonie nr. 39 opus 321 in 1978. Het werk werd geschreven in opdracht van gitarist Michael Long, en het is ook aan Long opgedragen. De beste omschrijving van dit werk is een gitaarconcert, zonder dat er sprake is van een dergelijk werk. In het “concert” wordt vaak de virtuositeit van de solist tentoongesteld, dat ontbreekt echter in dit werk geheel.
De structuur van een symfonie is wel zichtbaar. Een trage inleiding, een scherzo, een doordacht gedeelte en een afsluiting:
1. Adagio (circa 19 minuten)
2. Allegro (circa 7 minuten)
3. Andante (circa 11 minuten)
4. Allegro (circa 4 minuten)

Het eerste deel bestaat uit secties waarbij de muziek voor het gehele orkest wordt afgewisseld door de muziek van de gitaar. Zijn komen daarbij niet met elkaar in aanraking. De vrij lange gitaarsoli zijn daarbij nog trager (of voelen zo aan) dan de muziek van het orkest. De gitaarsoli, die als cadens gezien kunnen worden, zijn zeer Oosters ingetogen, haast meditatief. De partij voor orkest is hier ook ingetogen. Die ingetogenheid is geheel verdwenen in deel 2; het is een pastorale dans, die door haar uitbundigheid (ten opzichte van deel 1) aandoet als edelkitsch. Dit deel wordt afgesloten bij de vrije passage met senza misura.
Deel 3 is weer een 180 draai. De ingetogenheid is terug met meditatieve muziek, nu van solist en orkest samen. De gitaar verschijnt daarbij regelmatig tegenover andere solopartijen, zoals hier de klarinet. Deel 4 bevat het jubelende slot. Het begint nog ingetogen, maar al snel gaat de muziek over in een zesachtste maat en daarmee spoed het werk naar een optimistisch eind. Ook hier kan men spreken van edelkitsch. Hovhaness besluit echter de symfonie met de gitaar; wederom ingetogen als het begin.

## Orkestratie
De orkestratie past in de traditie van de romantiek:
- gitaar
- 3 dwarsfluiten, 3 hobo’s, 2 klarinetten, 2 fagotten;
- 4 hoorns, 3 trompetten, 3 trombones, 1 tuba
- 1 stel pauken, 2 man / vrouw percussie, 1 harp;
- violen, altviolen, celli, contrabassen

## Discografie
- Uitgave Koch International: Michael Long als solist; Vahktang Jordania leidde het KBS Symfonie Orkest in een opname van april 1993. KBS is een omroep van Zuid-Korea (niet meer verkrijgbaar). De muziek van Hovhaness sluit vaak aan op muzikale tradities uit Oosterse regio; hij verbleef daar dikwijls om de plaatselijke muziek te bestuderen.